# Santo Stefano di Magra
Santo Stefano di Magra es una localidad y comune italiana de la provincia de La Spezia, región de Liguria, con 8.556 habitantes.

## Evolución demográfica
| Gráfica de evolución demográfica de Santo Stefano di Magra entre 1861 y 2001 |
|                                                                              |
| Fuente ISTAT - elaboración gráfica de Wikipedia                              |